# Øystein Kristiansen
Øystein Kristiansen, född den 29 april 1975, är en norsk orienterare som blivit världsmästare i stafett två gånger och nordisk mästare en gång.